# Tachina testaceifrons
Tachina testaceifrons là một loài ruồi trong họ Tachinidae.